# Micarea ternaria
Micarea ternaria är en lavart som först beskrevs av William Nylander och som fick sitt nu gällande namn av Antonín Vězda. 
Micarea ternaria ingår i släktet Micarea och familjen Pilocarpaceae. Arten är reproducerande i Sverige. Inga underarter finns listade i Catalogue of Life.